# Ojoshal
Ojoshal är en ort i Mexiko.   Den ligger i kommunen Cárdenas och delstaten Tabasco, i den sydöstra delen av landet, 600 km öster om huvudstaden Mexico City. Ojoshal ligger 21 meter över havet och antalet invånare är 291.
Terrängen runt Ojoshal är mycket platt. Havet är nära Ojoshal norrut. Runt Ojoshal är det ganska glesbefolkat, med 45 invånare per kvadratkilometer. Närmaste större samhälle är Agua Dulce, 19,3 km sydväst om Ojoshal. I omgivningarna runt Ojoshal växer i huvudsak städsegrön lövskog.